# Computermuseum der Informatik
Das Computermuseum der Informatik ist ein Technikmuseum an der Universität Stuttgart. Es ist in der Fakultät für Informatik, Elektrotechnik und Informationstechnik eingerichtet und wurde im Februar 1997 eröffnet.

## Ausstellung
Die Besonderheit der Sammlung besteht darin, dass großteils funktionsfähige oder wieder funktionsfähig gemachte historische Rechenanlagen und Komponenten ausgestellt sind. So umfasst die Sammlung beispielsweise Analogrechner, Magnettrommelrechner, eine IBM-1130-Anlage mit Lochkarten der Firma IBM und diverse Modelle der PDP wie PDP-8 und PDP-11 des ehemaligen Computerherstellers Digital Equipment Corporation (DEC). Das Museum umfasst außerdem eine Sammlung der ersten Tisch- und Taschenrechner, verschiedene Computerterminals wie auch Grafikterminals mit Bildspeicherröhren und historische elektronische Messgeräte wie beispielsweise analoge Speicheroszilloskope der Firma Tektronix.
Das Inventar besteht großteils aus ausgemusterten Anlagen und deren Komponenten und auch diverse Unterlagen wie Handbücher. So vermachte die Universität Karlsruhe eine umfangreiche Programmsammlung auf Lochstreifen samt einer PDP11/10 mit Vektorgrafikeinheit. Eine Mincal-523-Rechenanlage stammt von der Bundesanstalt für Gewässerkunde in Koblenz. Diese wurde defekt übernommen und mittels Reverse Engineering wieder in Gang gesetzt. Im Jahr 2021 wurde eine PDP-12 von der Universitätssternwarte Wien in die Sammlung übernommen.
Seit 2020 bietet das Museum eine virtuellen Veranstaltungsreihe „Abends im Computermuseum“ an, in deren Rahmen verschiedene Ausstellungsstücke präsentiert und in der Funktion vorgeführt werden.